# Polaris Office
Polaris Office — платный офисный пакет, работающий на платформах Android и Windows Phone. Программный пакет поддерживает форматы Microsoft Office (DOC/DOCX, XLS/XLSX, PPT/PPTX), TXT, HWP и позволяет просматривать PDF-файлы. Все файлы, сохранённые в Polaris Office, синхронизируются с другим подключённым устройством и, таким образом, документы автоматически обновляются до последней версии. Он также предоставляет широкий спектр услуг облачных систем хранения данных, таких как Google Drive, Dropbox, Box.net, OneDrive и т. д. Также Polaris Office имеет программу-агент, которая позволяет загружать/скачивать документ с настольного компьютера на мобильное устройство. Офисный пакет доступен на нескольких языках: английский, корейский, японский, испанский, немецкий, французский, русский, китайский (упрощённый).